# 奧克蒙特 (馬里蘭州)
奧克蒙特（英語：Oakmont）是位於美國馬里蘭州蒙哥馬利縣的一個村落。

## 人口
根據2020年美國人口普查的數據，奧克蒙特的面積為0.185平方千米，當中陸地面積為0.185平方千米，而水域面積為0.00平方千米。當地共有人口145人，而人口密度為每平方千米783人。